# Emotion & Commotion
Emotion & Commotion é um álbum de estúdio solo do guitarrista britânico Jeff Beck lançado em 13 de Abril de 2010, pela Eagle Rock Entertainment.

## Faixas
| N.º            | Título                                  | Compositor(es)              | Duração |  |
| 1.             | "Corpus Christi Carol"                  | Benjamin Britten            | 2:40    |  |
| 2.             | "Hammerhead"                            | Jeff Beck, Jason Rebello    | 4:15    |  |
| 3.             | "Never Alone"                           | Jason Rebello               | 4:22    |  |
| 4.             | "Over the Rainbow"                      | Harold Arlen, E. Y. Harburg | 3:10    |  |
| 5.             | "I Put a Spell on You" (com Joss Stone) | Screamin' Jay Hawkins       | 2:59    |  |
| 6.             | "Serene" (com Olivia Safe)              | Jeff Beck, Jason Rebello    | 6:05    |  |
| 7.             | "Lilac Wine" (com Imelda May)           | James Shelton               | 4:44    |  |
| 8.             | "Nessun Dorma"                          | Giacomo Puccini             | 2:56    |  |
| 9.             | "There's No Other Me" (com Joss Stone)  | Jason Rebello, Joss Stone   | 4:05    |  |
| 10.            | "Elegy for Dunkirk" (com Olivia Safe)   | Dario Marianelli            | 5:03    |  |
| Duração total: | Duração total:                          | Duração total:              | 40:19   |  |

## Membros
- Jeff Beck: Guitarra
- Tal Wilkenfeld: Baixo
- Vinnie Colaiuta: Bateria
- Jason Rebello: Teclado
- Pete Murray: Teclado e Arranjos de Orquestra
- Alessia Mattalia: Bateria
- Luis Jardim: Percussão
- Clive Deamer: Bateria
- Pino Palladino: Baixo
- Earl Harvin: Bateria
- Chris Bruce: Baixo